# Olympische Sommerspiele 1960/Teilnehmer (Singapur)
| Gelbes Symbol für Goldmedaillen mit stilisierten Olympischen Ringen | Graues Symbol für Silbermedaillen mit stilisierten Olympischen Ringen | Braundes Symbol für Bronzemedaillen mit stilisierten Olympischen Ringen |
| ------------------------------------------------------------------- | --------------------------------------------------------------------- | ----------------------------------------------------------------------- |
| —                                                                   | 1                                                                     | —                                                                       |

Singapur nahm an den Olympischen Sommerspielen 1960 in der italienischen Hauptstadt Rom mit fünf männlichen Sportlern an drei Wettbewerben in drei Sportarten teil.
Seit 1948 war es die vierte Teilnahme Singapurs an Olympischen Sommerspielen.
Jüngster Athlet war mit 25 Jahren und 184 Tagen der Segler James Cooke, ältester Athlet der Segler Ned Holiday (59 Jahre und 338 Tage).

## Medaillen
Mit einer gewonnenen Silbermedaille belegte das Team Singapurs Platz 32 im Medaillenspiegel.

### Silber
| Tan Howe Liang | Gewichtheben | Leichtgewicht |

## Teilnehmer nach Sportarten

### Gewichtheben
- Tan Howe Liang
  - Leichtgewicht

Finale: 380,0 kg, Rang zwei 
Militärpresse: 115,0 kg, Rang vier
Reißen: 110,0 kg, Rang fünf
Stoßen: 155,0 kg, Rang eins

### Schießen
- Kok Kum Woh
  - Freie Scheibenpistole

Qualifikation: Gruppe zwei, 325 Punkte, Rang 30, Gesamtrang 58, nicht für das Finale qualifiziert
Runde eins: 72 Punkte
Runde zwei: 81 Punkte
Runde drei: 87 Punkte
Runde vier: 85 Punkte

### Segeln
Drachen
- Ergebnisse
Finale: 1.059 Punkte, Rang 25
Rennen eins: 152 Punkte, 3:50:11 Stunden, Rang 24
Rennen zwei: 152 Punkte, 2:13:32 Stunden, Rang 24
Rennen drei: 134 Punkte, 3:04:08 Stunden, Rang 25
Rennen vier: 117 Punkte, 3:22:59 Stunden, Rang 26
Rennen fünf: 134 Punkte, 2:43:39 Stunden, Rang 25
Rennen sechs: 277 Punkte, 2:36:59 Stunden, Rang 18
Rennen sieben: 210 Punkte, 2:43:39 Stunden, Rang 21
- Mannschaft
James Cooke
Thomas Durcan
Ned Holiday